# Global Social Venture Competition
 (juin 2012).
Si vous disposez d'ouvrages ou d'articles de référence ou si vous connaissez des sites web de qualité traitant du thème abordé ici, merci de compléter l'article en donnant les références utiles à sa vérifiabilité et en les liant à la section « Notes et références ».
La Global Social Venture Competition (GSVC) est une compétition internationale de Business Plans[Quoi ?] réservée à des projets d’entreprises alliant viabilité économique et impact social et/ou environnemental.

## Description
Elle permet aux participants de rencontrer des investisseurs intéressés par les projets d’entrepreneuriat social, d’être coachés par des professionnels du secteur et, pour les vainqueurs, de remporter un prix compris entre 5 000 et 25 000 $. Cette compétition a été créée en 1999 à l’initiative d’étudiants de la Haas School of Business de l’Université de Berkeley en Californie. Constituée en association étudiante au sein de la Haas, la GSVC a, peu à peu, pris une envergure internationale, en s’appuyant sur un réseau de partenaires académiques chargés de sélectionner les meilleurs projets sur leur continent. Ils sélectionnent ainsi les dix finalistes qui concourront à la finale mondiale en avril à Berkeley.

## Missions
« Le but de la GSVC est de soutenir et promouvoir activement et dans le monde entier, la création et la croissance d’entreprises sociales prometteuses. Nous définissons une entreprise sociale comme une entreprise qui est déterminée à atteindre des objectifs à la fois financiers et sociaux / environnementaux. Nous nous efforçons d’augmenter la visibilité de ce secteur ainsi que la qualité et quantité des nouveaux projets d’entreprise grâce à notre compétition annuelle de business plans. Chaque année, notre compétition récompense un certain nombre d’entreprises sociales qui ont le plus de chances de réussir à atteindre leur mission financière et sociale. Nous travaillons à éduquer et augmenter le nombre de leaders qui peuvent monter et développer des entreprises sociales. Ceci grâce à notre relation privilégiée avec les plus grandes écoles et universités du monde entier. Nous souhaitons aussi sensibiliser le plus grand nombre d’universités, d’investisseurs, d’entrepreneurs ainsi que le milieu des affaires en général, à l’importance de modèles de développement responsables et à  l’importance de la viabilité économique de ceux-ci. En ciblant les étudiants, investisseurs et entrepreneurs d’aujourd’hui, nous espérons créer une nouvelle génération de dirigeants d’entreprise : une génération qui accorde de la valeur au profit, mais aussi au potentiel social de l’entreprise. »

## Réseau d'écoles «Partenaires»
- Columbia Business School
- Indian School of Business
- London Business School
- ESSEC Business School
- Thammasat University (Thaïlande)

Ces écoles organisent des compétitions régionales et identifient ainsi, les dix finalistes mondiaux qui pourront concourir à la finale organisée par GSVC à Berkeley.

## Réseau d'écoles «affiliées»
- SVCK (Social Venture Competition of Korea).
- Yale School of management.
- ALTIS Program, université catholique du Sacré-Cœur, Italie.
- Pekin University Guanghua School of Management, Chine.

Ces écoles sont chargées de repérer des projets et de sélectionner les meilleurs d’entre eux, ces derniers étant ensuite envoyés à une école partenaire pour la compétition régionale.